# Β平面
在地球物理流体动力学中，科里奥利参数f设置为在空间中线性变化的近似称为β平面近似。
在像地球这样的旋转球体上，f 随纬度的正弦值变化；在所谓的f平面近似中，这种变化被忽略，并且在整个域中使用适合特定纬度的f值。这种近似可以被看作是在这个纬度接触球体表面的切平面。
更准确的模型是对给定纬度的这种可变性的线性泰勒级数逼近{\displaystyle \phi _{0}} ：
{\displaystyle f=f_{0}+\beta y} ， 其中{\displaystyle f_{0}}是科里奥利参数{\displaystyle \phi _{0}}, {\displaystyle \beta =(\mathrm {d} f/\mathrm {d} y)|_{\phi _{0}}=2\Omega \cos(\phi _{0})/a}是罗斯贝参数， {\displaystyle y}是从经向距离{\displaystyle \phi _{0}}, {\displaystyle \Omega }是地球的角旋转速率，{\displaystyle a}是地球的半径。 
与f平面类似，这种近似被称为β平面，尽管它不再描述假设切平面上的动力学。与更精确的公式相比，β平面近似的优势在于它不会对动力学方程产生非线性项；这些项使方程更难求解。名称“β 平面”源于约定用希腊字母β表示线性变异系数。
β平面近似对于地球物理流体动力学中许多现象的理论分析很有用，因为它使方程更易于处理，同时保留了科里奥利参数在空间中变化的重要信息。特别是罗斯贝波，如果考虑大尺度大气和海洋动力学，最重要的波类型取决于f的变化作为恢复力；如果仅将科里奥利参数近似为常数，则不会出现这种情况。